# アガデス州

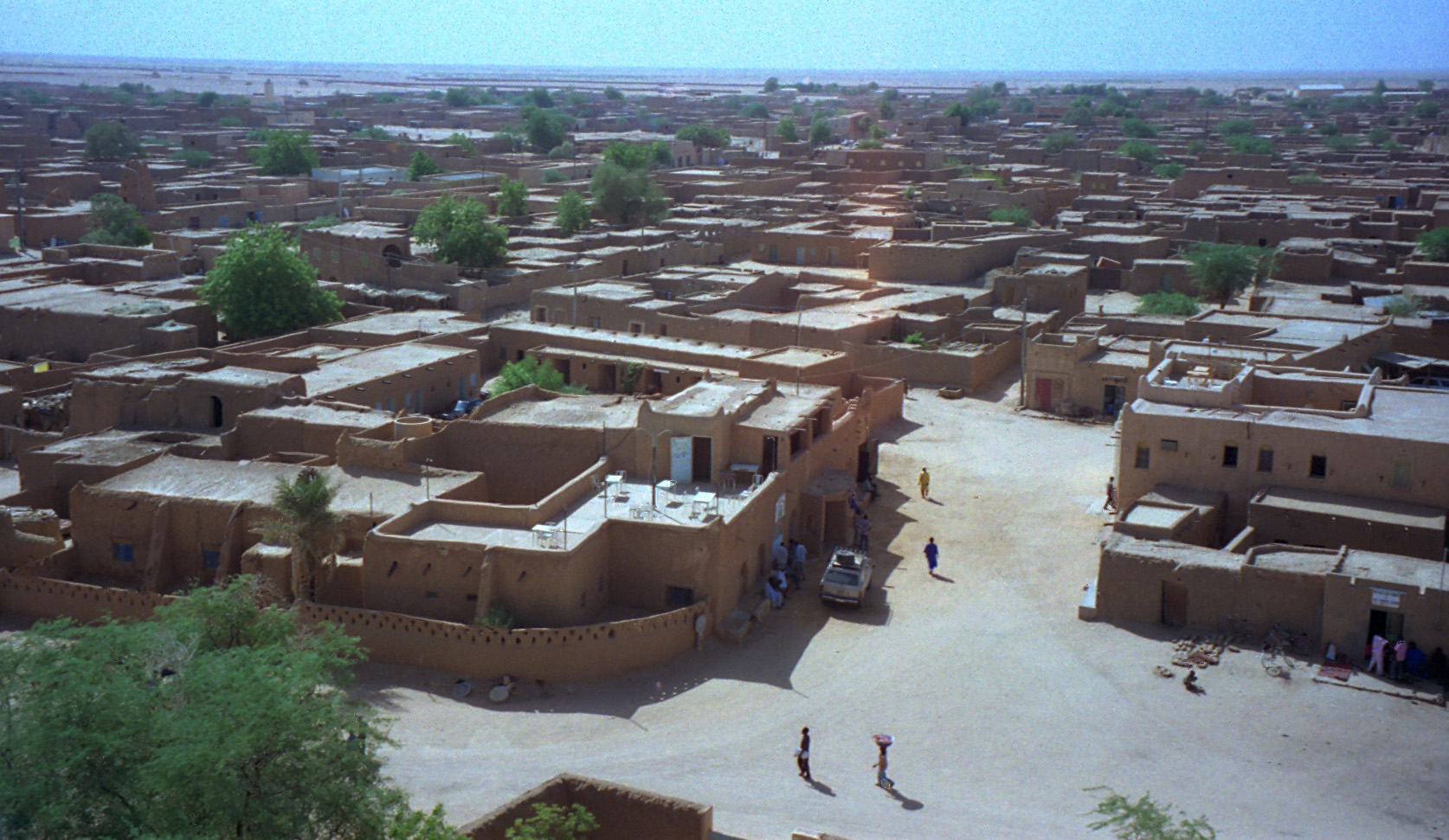
アガデス市内

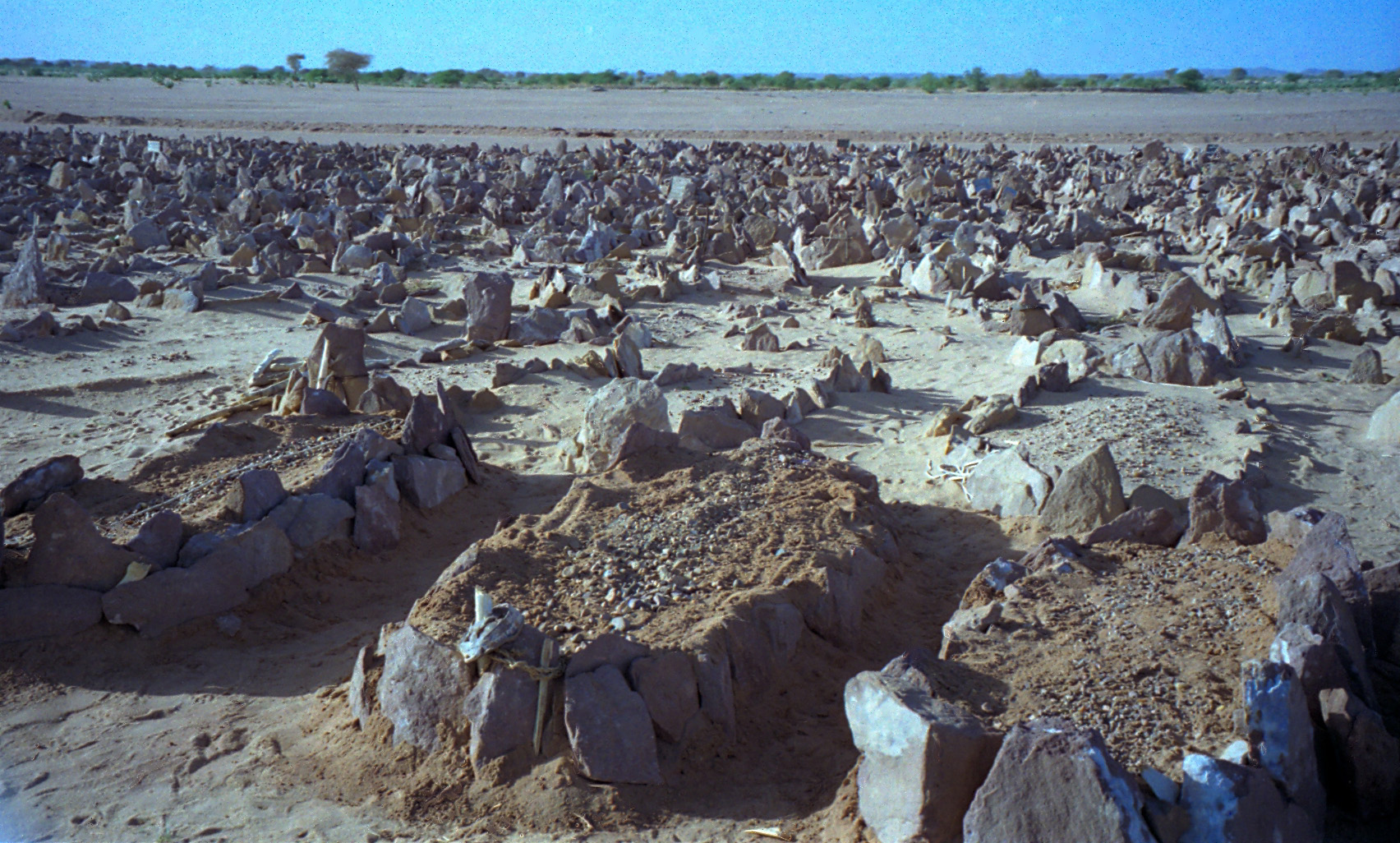
アガデス城外の墓地

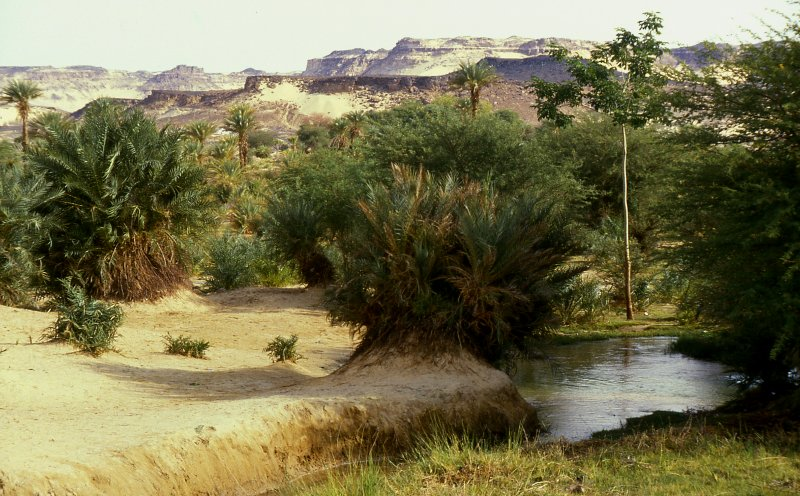
アガデス州東部・ビルマのオアシス

アガデス州（アガデスしゅう、フランス語: Région d'Agadez）は、ニジェールの行政区画。
ニジェール北部の約66.8万km2(国土の52%)を占める。
2012年の人口は約48.8万人(国の総人口の2.9%)。
人口密度は0.73人/km2と非常に低く、国内7つの州のうち最も広大である。

## 歴史
2013年1月24日、マリへの軍事介入（セルヴァル作戦）を受けた措置として、仏特殊部隊がイムラレンとアーリットにあるアレバのウラン工場警護に配置される計画をフランス軍事筋が明らかにした。
。

## 地理
南側をタウア州、マラディ州、ザンデール州、ディファ州と接し、東側をチャド、北側をリビア及びアルジェリア、西をマリと国境を接している。アガデス州はほぼ全域が砂漠である。

## 住民
トゥアレグ族、プル族、カヌリ族、トゥーブゥー族等の遊牧民を中心に

## 産業
農耕はオアシスで細々と行われているに過ぎないが、アーリット及びアクータ鉱山においてウランの採掘が行われており、このウラン産出はニジェール経済の柱となっている。ウランの一部は日本に出荷されている。

## 下部行政区画

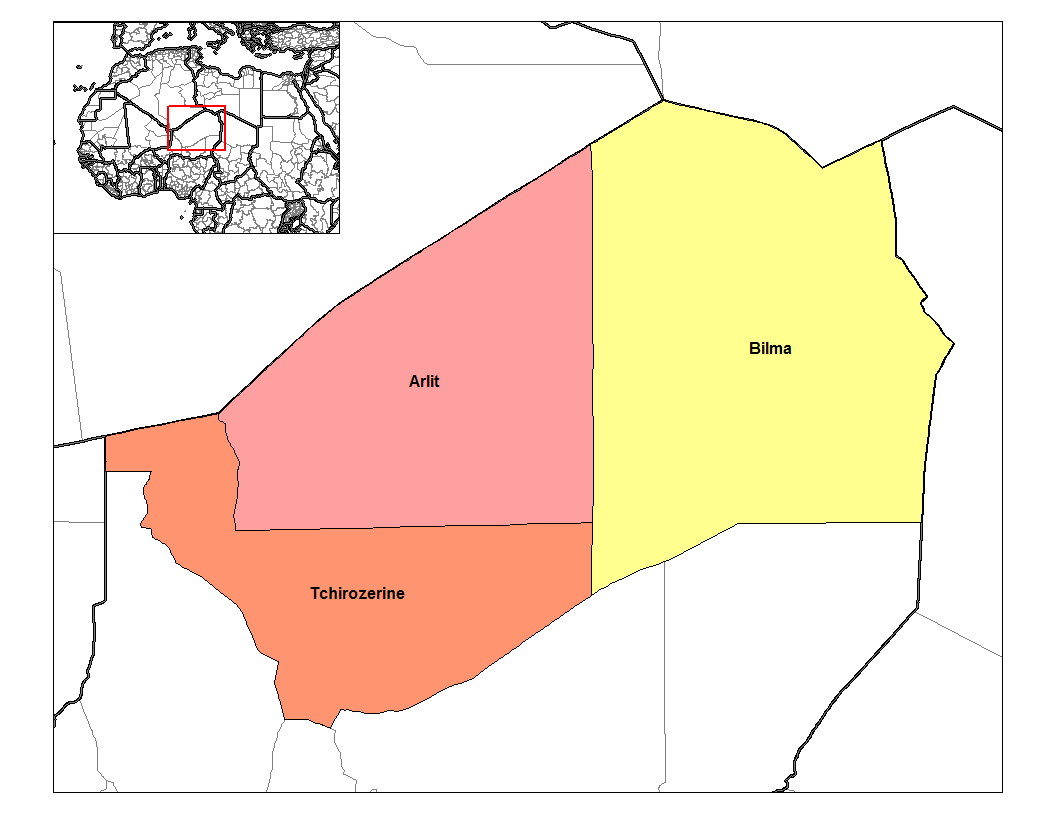
アガデス州の県

アガデス州は、州府のアガデス（フランス語: Commune - コミューン）と3県（Département）に分かれている。
1. アーリット県（英語版）(Arlit) --- アーリット（行政府所在地）、イムラレン（英語版）
2. ビルマ県（英語版）（Bilma） --- ビルマ（行政府所在地）
3. チロゼリーヌ県（英語版）(Tchirozérine) --- チロゼリーヌ（行政府所在地）